# Anna Włodarczyk
Ne doit pas être confondu avec Anita Włodarczyk ou Urszula Włodarczyk.
Pour les articles homonymes, voir Włodarczyk.
Anna Bożena Włodarczyk  (née le 24 mars 1951 à Zielona Góra) est une athlète polonaise, spécialiste du saut en longueur.

## Biographie
Elle remporte la médaille d'or du saut en longueur lors des Championnats d'Europe en salle 1980 de Sindelfingen, en Allemagne de l'Ouest, en devançant avec la marque de 6,74 m (record de la compétition) les Allemandes Anke Weigt et Sabine Everts. Elle se classe par ailleurs quatrième des Jeux olympiques de 1980.

### Palmarès
| Date | Compétition                    | Lieu         | Résultat | Épreuve          |
| ---- | ------------------------------ | ------------ | -------- | ---------------- |
| 1978 | Championnats d'Europe en salle | Milan        | 7e       | Saut en longueur |
| 1980 | Championnats d'Europe en salle | Sindelfingen | 1re      | Saut en longueur |
| 1980 | Jeux olympiques                | Moscou       | 4e       | Saut en longueur |
| 1981 | Coupe du monde des nations     | Rome         | 3e       | Saut en longueur |
| 1982 | Championnats d'Europe          | Athènes      | 5e       | Saut en longueur |

### Records
| Épreuve          | Épreuve   | Performance | Lieu         | Date         |
| ---------------- | --------- | ----------- | ------------ | ------------ |
| Saut en longueur | Plein air | 6,96 m      | Lublin       | 22 juin 1984 |
| Saut en longueur | Salle     | 6,74 m      | Sindelfingen | 2 mars 1980  |